# Гэйда, Джеки
Жакли́н Сюза́нна Гэ́йда-Хаа́с (англ. Jacquelyn Suzanne Gayda-Haas; род. 3 ноября 1981, Стронгсвилл, Огайо) — американская женщина-рестлер и менеджер, наиболее известная по работе в World Wrestling Entertainment (WWE) и Total Nonstop Action Wrestling (TNA). Она получила контракт с WWE после победы во второй серии реалити-шоу Tough Enough вместе с Линдой Майлз.

## Личная жизнь
В 2005 году Гайда вышла замуж за рестлера Чарли Хааса. У пары четверо детей: Кайла (род. 2006), Тейлор (род. 2008), Томас (род. 2010) и Чарльз (род. 2012). В декабре 2020 года Хаас объявил, что они с Гайдой развелись.

## Титулы и достижения
- Total Nonstop Action Wrestling
  - Награды по итогам года TNA (1 раз)
    - Нокаут года (2005)[3]
- World Wrestling Entertainment
  - Tough Enough 2 — с Линдой Майлз
- Wrestling Observer Newsletter
  - Худший матч года (2002) с Кристофером Новински против Брэдшоу и Триш Стратус на Raw 8 июля